# Vestfjella

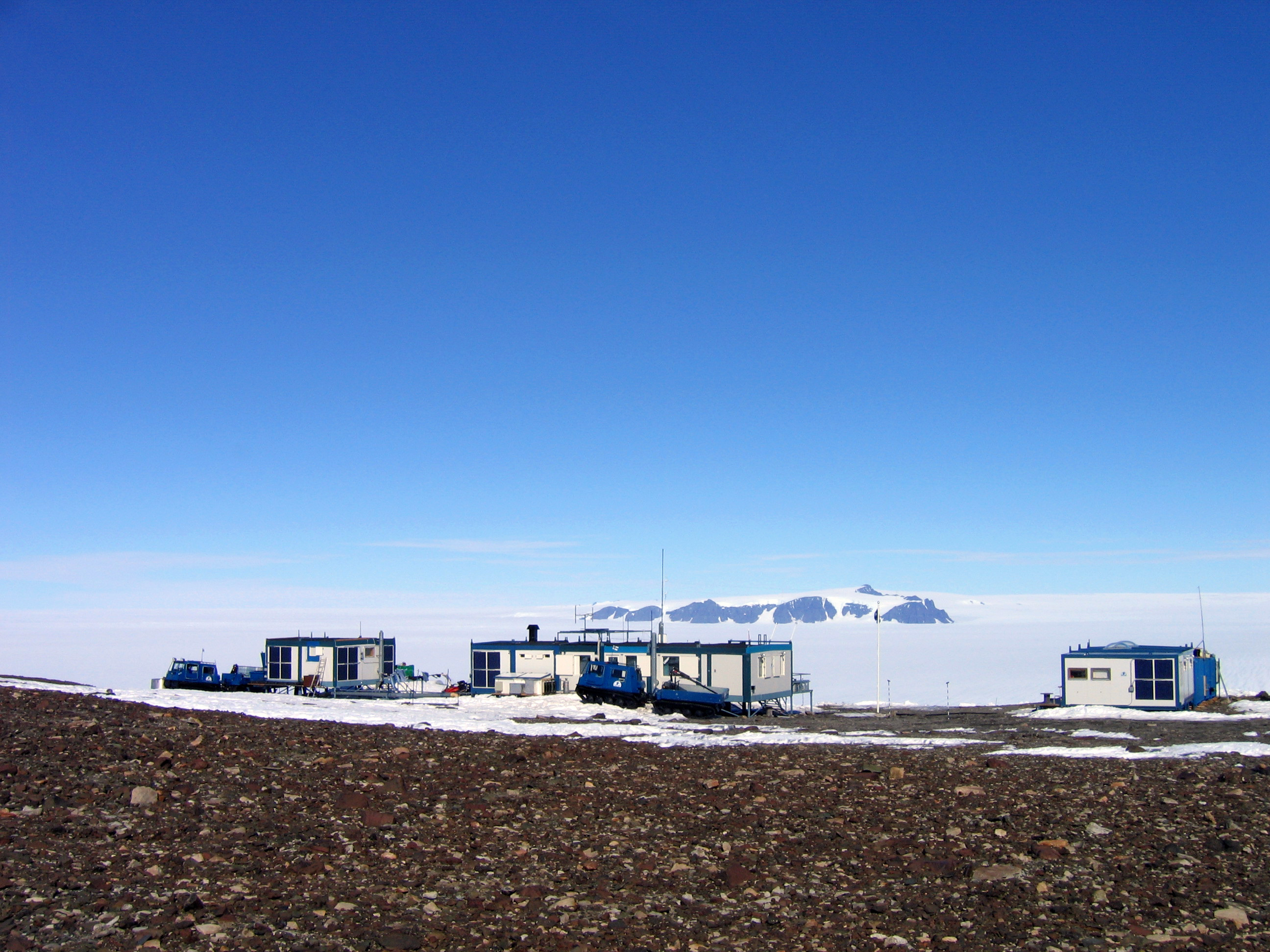
Finska forskningsstationen Aboa vid Vestfjella

Vestfjella är en fjällkedja i Dronning Maud Land, som ligger i västra delen av Maudheimvidda längs den innersta delen av shelfisen. Fjällkedjan består av spridda fjällkammar och fristående nunataker, och sträcker sig cirka 110 km i nordöstlig riktning från Isryggen till Basen. 
Fjällkedjan upptäcktes av den tyska Antarktisexpeditionen 1938–1939 under ledning av Alfred Ritscher, och gavs då namnet Kraulberge efter kapten Otto Kraul (1883–1944). På norska används det namnet på Vestfjellas norra del. 
Den svenska forskningsstationen Wasa och den finska forskningsstationen Aboa (ibland kollektivt benämnda som Nordenskiöldbasen) ligger vid Vestfjella. 